# 정언지
정언지(鄭彦智, 1520년 ~ 몰년 미상)은 조선 중기의 문신이다. 본관은 동래. 관직은 승지에 이르렀다.

## 가족 관계[1]
- 조부 : 정홍손(鄭洪孫)
  - 부친 : 정진(鄭振)
- 외조부 : 양천군(陽川君) 허확(許確)
- 외조모 : 김수조(金守祖)의 딸 연안 김씨[2]
  - 모친 : 양천 허씨(1481 ~ ?)
    - 형 : 정언인(鄭彦仁)
    - 형 : 정언의(鄭彦義, 1510 ~ ?)
    - 형 : 정언례(鄭彦禮, 1518 ~ ?)
    - 남동생 : 정언신(鄭彦信, 1527 ~ 1591)
    - 남매 : 광주 안씨 안진(安曇)의 처
    - 남매 : 흥선부정(興善副正) 이경상(李敬祥)의 처
    - 남매 : 최권(崔巏)의 처
    - 전처 : 이창연(李昌衍)의 딸 전의 이씨
    - 후처 : 허원(許源)의 딸 양천 허씨
      - 허씨 소생 자녀 없음

## 관련 작품

### 드라마
- 《징비록》(KBS, 2015년, 배우:허기호)

## 같이 보기
- 기축옥사

1. ↑  선원록 참고
2. ↑  순평군의 외증손녀